# Víctor Perales
Víctor Perales (* 7. November 1990 in Fresnillo, Zacatecas), auch bekannt unter dem Spitznamen La Chofis, ist ein ehemaliger mexikanischer Fußballspieler auf der Position eines Verteidigers.

## Leben
Perales begann seine Laufbahn beim Club Deportivo Guadalajara und spielte zunächst in dessen U-20-Nachwuchsmannschaft sowie den Farmteams Tapatío und Chivas Rayadas, mit denen er in der Clausura 2011 die Drittligameisterschaft gewann. Dazwischen spielte er für den KRC Mechelen, der in der Saison 2009/10 mit einer Reihe von mexikanischen Spielern in der dritten belgischen Liga vertreten war und am Saisonende in die Viertklassigkeit abstieg.
Am 26. September 2012 bestritt Perales in der CONCACAF Champions League 2012/13 sein erstes Spiel für den Club Deportivo Guadalajara, als dieser sich 1:1 von W Connection trennte. Drei Tage später absolvierte er seinen ersten Einsatz in der  höchsten mexikanischen Spielklasse, als Guadalajara 0:1 beim CF Pachuca verlor.
2016 beendete er seine aktive Laufbahn, stieg aber 5 Jahre später erneut ins Fußballgeschäft ein und spielte zuletzt als Mannschaftskapitän für den Miguel Auza FC, mit dem er 2022 die Meisterschaft der Liga de Futbol Profesional (LFP) gewann.

## Erfolge
- Meister der Segunda División: Clausura 2011
- Meister der Liga de Futbol Profesional (LFP): 2022